# Euribor

Euribor - 12 luni (roșu), 3luni (albastru), o săptămână (verde) valori între anii 1998 și 2011

Euribor (Euro Interbank Offered Rate) este rata la care o bancă de prim ordin oferă altei bănci de prim ordin depozite în zona euro. Euribor este publicat în fiecare zi la ora 11.00 a.m. CET, pentru valoarea spot.
EURIBOR este rata de referință pentru piața monetară în EURO, care a luat ființă din 1999. Este sponsorizată de către Federația Europeană Bancară (FBE), care reprezintă interesele a 4 500 de bănci, din 24 de țări membre ale Uniunii Europene, Islanda, Norvegia, Elveția, precum și Asociația Piețelor Financiare (ACI). Euribor are impact doar asupra dobânzilor variabile și nu asupra dobânzilor fixe, fiind folosit la calculul dobânzilor variabile la creditele acordate în Euro.
În calculul dobânzilor variabile în euro ale creditelor cei mai utilizați indici sunt Euribor 3M și Euribor 6M.
Creșterea valorii indicelui Euribor duce la o creștere a ratei creditului, iar scăderea valorii acestui indice duce la scăderea acesteia.
Indicele Euribor este stabilit în urma unui sondaj în rândul a 39 de bănci, care trebuie să prezinte estimări privind costul finanțării reciproce în euro pentru perioade de la o zi la un an. 
Asemenea LIBOR, indicele euro este stabilit în funcție de estimări și nu de date reale de pe piață, fiind vulnerabil neregulilor.

## Grupul de bănci
Lista de bănci care contribuie la  formarea indicelui EURIBOR la 28.01.2013:
| Stat                 | Bănci |
| -------------------- | --- |
| Austria              | - Erste Group Bank AG |
| Belgia               | - Belfius - KBC |
| Finlanda             | - Nordea - Pohjola |
| Franța               | - Banque Postale - BNP-Paribas - HSBC France - Natixis - Crédit Agricole s.a. - Crédit Industriel et Commercial CIC - Société Générale                                                    |
| Germania             | - Landesbank Berlin - Deutsche Bank - Commerzbank - DZ Bank - Norddeutsche Landesbank Girozentrale - Landesbank Baden-Württemberg Girozentrale - Landesbank Hessen Thüringen Girozentrale |
| Grecia               | - National Bank of Greece |
| Irlanda              | - AIB Group - Bank of Ireland |
| Italia               | - Intesa Sanpaolo - Monte dei Paschi di Siena - Unicredit - UBI Banca |
| Luxemburg            | - Banque et Caisse d'Épargne de l'État |
| Olanda               | - ING Bank |
| Portugalia           | - Caixa Geral De Depósitos (CGD) |
| Spania               | - Banco Bilbao Vizcaya Argentaria - Banco Santander Central Hispano - CECABANK - CaixaBank S.A.                                                                                           |
| Alte bănci din UE    | - Barclays Capital - Den Danske Bank - Svenska Handelsbanken |
| Bănci internaționale | - UBS AG - J.P. Morgan Chase & Co - Bank of Tokyo Mitsubishi |